# Orchard Park
Orchard Park è un centro abitato (town) degli Stati Uniti d'America, situato nella Contea di Erie, nello Stato di New York. Nel censimento del 2010 la popolazione era di 29 054 abitanti. La città è stata fondata nel 1850. È un sobborgo a sudovest della città di Buffalo.

## Geografia fisica
Secondo i rilevamenti dell'United States Census Bureau, la località di Orchard Park si estende su una superficie di 100,0 km², tutti occupati da terre.

## Popolazione
Secondo il censimento del 2010, ad Orchard Park vivevano 29 054 persone, ed erano presenti 7 656 gruppi familiari. La densità di popolazione era di 290,7 ab./km². Nel territorio comunale si trovavano 10 644 unità edificate. Per quanto riguarda la composizione etnica degli abitanti, il 97,90% era bianco, lo 0,48% era afroamericano, lo 0,15% era nativo e lo 0,90% proveniva dall'Asia. Lo 0,19% apparteneva ad altre razze, mentre lo 0,56% appartiene a due o più razze. La popolazione di ogni razza ispanica corrispondeva allo 0,96% degli abitanti.
Per quanto riguarda la suddivisione della popolazione in fasce d'età, il 25,2% era al di sotto dei 18, il 5,7% fra i 18 e i 24, il 25,6% fra i 25 e i 44, il 26,8% fra i 45 e i 64, mentre infine il 16,6% era al di sopra dei 65 anni di età. L'età media della popolazione era di 41 anni. Per ogni 100 donne residenti vivevano 92,6 maschi.

## Sport
Orchard Park è nota per ospitare sul suo territorio il Bills Stadium, stadio di football americano dei Buffalo Bills, squadra militante nella National Football League.